# Iroquois-klassen
Iroquois-klassen, (også kaldet Tribal-klassen) var en canadisk destroyer-klasse benyttet af Royal Canadian Navy. De fire skibe i klassen blev søsat i 1970'erne og var oprindeligt udrustet primært til antiubådskrigsførelse. I 1990'erne blev de opgraderet og ombygget til at blive primære luftforsvarsenheder.

## Oprindeligt design
Skibenes oprindelige formål var langtrækkende antiubådskrigsførelse. Deres primære våben mod undervandsbåde var deres to CH-124 Sea King helikoptere, der benyttede det store helikopterdæk agter, der alt i alt fyldte omtrent halvdelen af skibets overfladeplads. Helikopterne kunne lande og lette i selv voldsomt vejr på grund af deres helikopter-winchsystem kaldet "Beartrap".
Iroquois-klassen repræsenterer en unormalt designkompromis i forhold til de forskellige sammenlignelige skibsdesigns fra samme tid. De fleste skibe i cirka samme størrelse og rolle såsom Royal Navys Type 22 eller US Navy's OHP, var udrustet med betydeligt mindre helikopterområder, typisk kun den agterste 1/4 af skibet. Disse skibe medbragte kun mindre, kortrækkende helikoptere såsom Westland Lynx eller Kaman Seasprite. Disse mindre helikoptere var i modsætning til Sea King ikke i stand til at operere effektivt uden brug af moderenhedens sensorer og var reelt set kun en måde at forlænge rækkevidden på skibets antiubådstorpedoer. I modsætning, var Iroquois' Sea Kings udrustet med en fuld sensorpakke og kunne operere på væsentligt længere afstande hvorved en enkelt Iroquois-destroyer kunne kontrollere en noget større havområde. Ulempen ved dette design var dog at helikopternes pladsforbrug betød at der var mindre plads til andre våbensystemer.
Til antiubådskamp var skibene også udrustet med to tredobbelte torpedorør der kunne affyre Mk.44 eller Mk.46 Mod 5 torpedoer og en Limbo Mark 10 dybdebombe-mortér. Til andre opgaver var skibene udrustet med en Otobreda 127/54 Compact 127 mm kanon samt to RIM-7 Sea Sparrow-affyringssystemer. De to systemer var placeret under en beskyttelseskapsel på dækket umiddelbart foran broen (agten for kanonen). Når missilerne skulle affyres skulle kapslen åbnes og missilerne blev ført ud til siderne, dette krævede noget tid at køre systemet frem til affyringsposition.
Det valgte fremdrivningssystem til skibene var to Pratt & Whitney FT12-AH3 gasturbiner på 7.400 hestekrafter hver samt yderligere to turbiner (P&W FT4-A2) på hver 50.000 hestekræfter når høje hastigheder er påkrævet. Klassen var de første større krigsskibe der blev fremdrevet udelukkende af gasturbiner. Ydelsen fra disse turbiner benyttes til at drive de to skruer igennem en række af reduktionsgear. Et unikt kendetegn var de distinkte Y-formede skorstene der var designet til at lede udstødningen væk fra helikopterdækket.
Skibenes dimensioner er 129,8×15,2×4,4 meter samt et oprindeligt deplacement på 4.700 tons. Den normale besætning er på 285 mand.

## Golfkrigen
HMCS Athabaskan blev deployeret på Operation Friction – det canadiske bidrag til den internationale koalitions flådestyrke under Operation Desert Shield og Operation Desert Storm (Golfkrigen).
Athabaskan var flagskibet for den canadiske Task group og blev hastigt modificeret på flådestationen i Halifax i august 1990 forud for operationen. Modifikationerne omfattede blandt andet en ny minesøgningssonar, en Phalanx 20 mm CIWS samt skulderaffyrede Blowpipe og Javelin missiler.

## TRUMP opdateringen
Alle skibene i klassen undergik en midtlivsopdatering omtalt som "Tribal Class Update and Modernization Project" (TRUMP) i begyndelsen af 1990'erne. Denne opdatering havde til formål at ændre skibenes primære opgave fra antiubådskrigsførelse til luftforsvar. Efter opdateringen blev klassen herefter som luftforsvarsdestroyere. Rollen som antiubådsenhed blev mere eller mindre overført til de nyere fregatter af Halifax-klassen.
I det nye design blev Mk. 41 VLS hovedbevæbningen med en beholdning på 29 SM-2 Block III langtrækkende luftforsvarsmissiler. For at skabe plads til et VLS måtte man fjerne den oprindelige 127 mm kanon med den mindre, men meget hurtigere skydende Oto Melare 76 mm kanon, der samtidig blev flyttet til forhøjningen foran broen hvor man havde fjernet Sea Sparrow-systemet. En Phalanx CIWS blev også installeret oven på hangaren.
Opdateringen betød også at de to Pratt & Whitney FT-12 forlægningsgasturbiner blev erstattet af nye 570-KF motorer fra Allison Engine Company. Farten forblev det samme, dog var vægten vokset til 5.100 tons fuldt lastet. Den oprindelige Y-formede skorsten blev skiftet til en mere simpel, enkelt skorsten da det ikke viste sig at være et problem med røg på helikopterdækket.
TRUMP havde til formål at gøre skibene i stand til at operere forsvarligt frem til 2010 hvor de forventeligt havde udtjent deres værnepligt og skulle pensioneres. Nedskæringer i midten af 1990'erne betød at man nedlagde besætningen på Huron. Huron strøg kommando i 2005 og blev skudt i sænk af søsterskibet Algonquin i en øvelse i 2007.
Der har været indledende undersøgelser, der i canadiske flådekredse har været omtalt so Province-klassen. Undersøgelsen har dog begrænset sig til studier af det avancerede radarsystem APAR, der bliver brugt af blandt andet den danske Iver Huitfeldt-klasse og den tyske Sachsen-klasse. Spekulationer omkring selve skibene drejer sig om hvor vidt de vil blive en forstørret version af Halifax-klassen. Designet ville have cirka samme kapaciteter som Iroquois-klassen, dog kun med en helikopter. Der synes dog ikke at være planer om at bygge en sådan erstatning.

## Skibe i klassen
| Pnt. | Navn       | Kølen lagt        | Søsat             | Indgået           | Skæbne                                                    | Kaldesignal |
| ---- | ---------- | ----------------- | ----------------- | ----------------- | --------------------------------------------------------- | ----------- |
| 280  | Iroquois   | 15. januar 1969   | 28. november 1970 | 29. juli 1972     | Udgået 1. maj 2015, afventer skrotning                    | CZGD        |
| 281  | Huron      | 1. juni 1969      | 9. april 1971     | 16. december 1972 | Udgået 31. marts 2005, sunket som øvelsesmål 14. maj 2007 | CGXY        |
| 283  | Athabaskan | 1. juni 1969      | 27. november 1970 | 30. november 1972 | Udgået 10. marts 2017, afventer skrotning                 | CYWM        |
| 284  | Algonquin  | 1. september 1969 | 23. april 1971    | 3. november 1972  | Udgået 11. juni 2015, solgt til skrot                     | CZJX        |

## Videre skæbne
På trods af at Huron var det senest opgraderede skib i klassen blev det oplagt i 2000 på grund af mandskabsmangel som følge af nedskæringer i slutningen af 1990'erne Huron udgik af flådens tal i 2005 og blev benyttet som skydemål i en øvelse i 2007.
I august 2013 var Algonquin involveret med forsyningsskibet Protecteur under en øvelse. Det skete betydelige skader om bord på Algonquin langs den bagbord side af skibets hangar Skibet blev lagt op efter kollisionen. I maj 2014 under et havneophold i Boston, Massachusetts, opdagede man alvorlige sprækker i skroget på Iroquois, som betød at skibet øjeblikkeligt måtte returnere til Canada for at blive undersøgt yderligere. Undersøgelserne afslørede at skroget var i dårlig stand og skibet blev henlagt på ubestemt tid. Den 19. september 2014 offentliggjorde Royal Canadian Navy at de to ovenstående skibe ville udgå fra aktiv tjeneste sammen med forsyningsskibet Protecteur, hvorved det sidste skib i klassen ville være Athabaskan.
Den 27. november 2015, blev Algonquin og Protecteur solgt til ophug hos R.J. MacIsaac Ltd. of Antigonish, Nova Scotia. De blev slæbt til Liverpool, Nova Scotia hvor ophugningen vill blive udført. Den 10. marts 2017 udgik Athabaskan, det sidste aktive skib i klassen, fra aktiv tjeneste.